# Stichopus ludwigi
Stichopus ludwigi is een zeekomkommer uit de familie Stichopodidae.
De wetenschappelijke naam van de soort werd in 1913 gepubliceerd door Erwe.